# Atholus duodecimstriatus duodecimstriatus
Atholus duodecimstriatus duodecimstriatus é uma subespécie de insetos coleópteros polífagos pertencente à família Histeridae.
A autoridade científica da subespécie é Schrank, tendo sido descrita no ano de 1781.
Trata-se de uma subespécie presente no território português.